# 752. grenadirski polk (Wehrmacht)
752. grenadirski polk (izvirno nemško 752. Grenadier-Regiment; kratica 752. GR) je bil pehotni polk Heera v času druge svetovne vojne.

## Zgodovina
Polk je bil ustanovljen maja 1944 za potrebe 362. pehotne divizije. Avgusta 1944 je bil uničen med bitko za Normandijo.
Ponovno je bil ustanovljen 4. septembra 1944 na Madžarskem za potrebe 362. ljudskogrenadirske divizije.